# Vasile Pușcaș

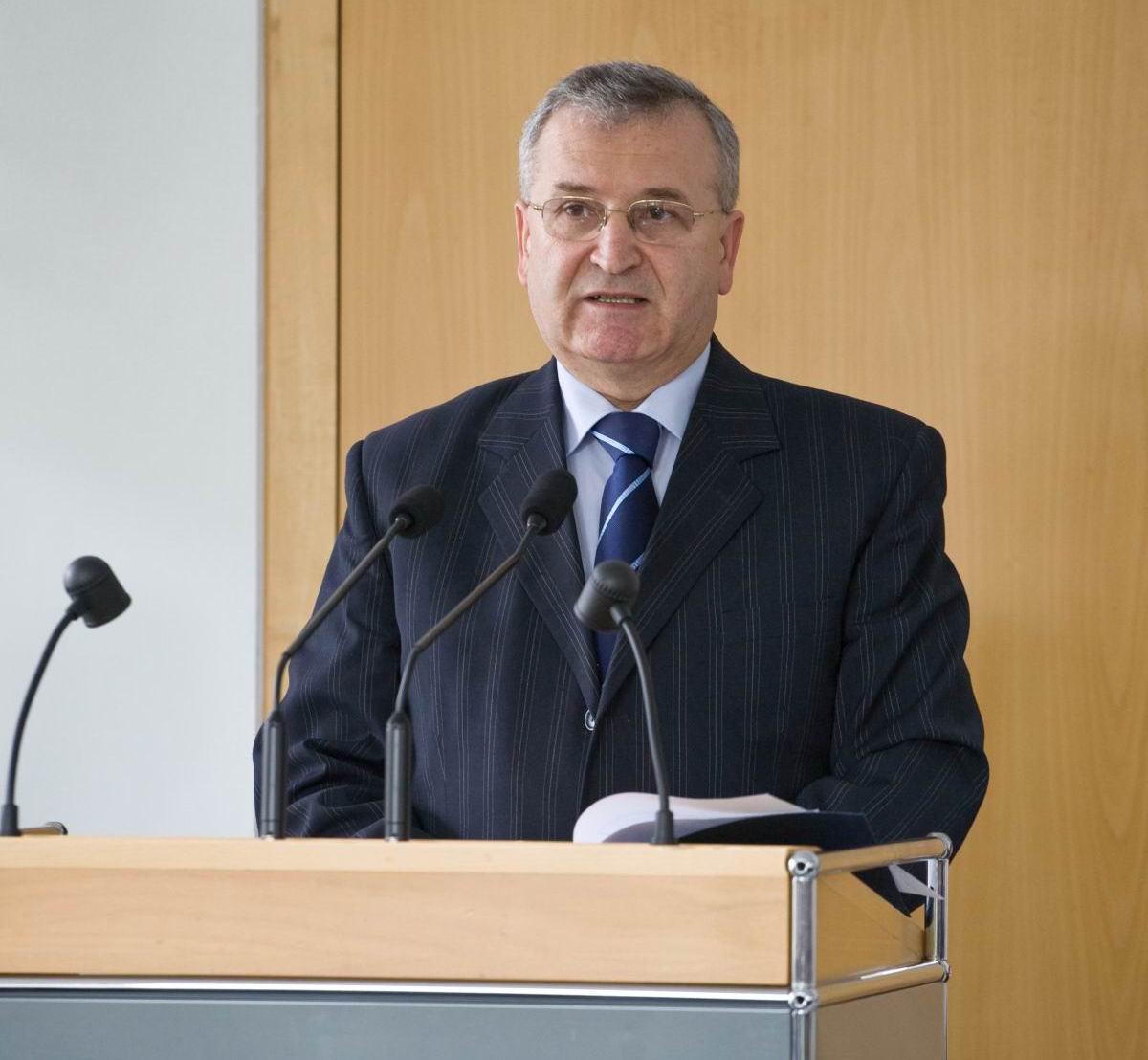

Vasile Pușcaș (* 8. Juli 1952 in Surduc, Kreis Sălaj) ist ein rumänischer Politiker und ehemaliges Mitglied des Europäischen Parlaments für die Partidul Social Democrat.
Am 9. März 2007 rückte er für Titus Corlățean in das Europäische Parlament nach. Dort war er bis zum 1. Mai 2007 Mitglied in der Sozialdemokratischen Fraktion im Europäischen Parlament.
Pușcaș ist Professor an der Babeș-Bolyai-Universität Cluj. 2025 wurde er Mitglied der Academia Europaea.

## Posten als MdEP
- Mitglied im Haushaltsausschuss
- Mitglied in der Delegation für die Beziehungen zu den Ländern Südosteuropas
- Stellvertreter im Ausschuss für Landwirtschaft und ländliche Entwicklung
- Stellvertreter in der Delegation in den Parlamentarischen Kooperationsausschüssen EU-Armenien, EU-Aserbaidschan und EU-Georgien